# Arbejdsgiver
En arbejdsgiver er en person (eller i bredere forstand en virksomhed eller institution), der udbyder lønarbejde. 
Til gengæld for at stille sin arbejdskraft til rådighed modtager den ansatte (også kaldet medarbejderen eller arbejdstageren) løn. Der skelnes mellem timeløn og månedsløn, hvor den timelønnede får løn for præcis den tid, vedkommende har arbejdet, mens den månedslønnede typisk kun får for den oprindeligt aftalte tid, oftest 37 timer pr. uge. Resten af tiden må afspadseres, medmindre der forinden er aftalt andet. Forholdet mellem arbejdsgivere og arbejdstagere er reguleret gennem en række aftaler, bl.a. overenskomster og ansættelseskontrakter.
I lighed med arbejdstagerne er arbejdsgiverne også organiseret. Arbejdsgiverorganisationerne, forhandler bl.a. overenskomster på plads med fagforbundene. 
Eksempler på arbejdsgiverorganisationer er blandt andet:
- TEKNIQ Arbejdsgiverne
- Dansk Industri
- Dansk Erhverv
- Horesta
- Grafisk Arbejdsgiverforening

Indenfor marxistisk teori opfattes arbejdsgiverne (kapitalejerne) - eller arbejdskøberne, om man vil - som den herskende samfundsklasse, der udbytter arbejderne.
I den vestlige verden er det udbredt, at arbejdstageres pensionsfonde er majoritetsaktionærer eller store minoritetsaktionærer i virksomheder (mere end 5% af aktiekapitalen), og dermed indirekte fungerer som arbejdsgivere.[kilde mangler]